# بیله‌سر
بیله‌سر (به لاتین: Biləsər) یک منطقهٔ مسکونی در جمهوری آذربایجان است که در شهرستان لنکران واقع شده‌است. بیله‌سر ۱۳۶۶ نفر جمعیت دارد.

## جغرافیا
این آبادی در ۳۸ کیلومتری شهر لنکران و در کرانه رود بشه‌رو و دامنه رشته‌کوه پشته‌سر جای دارد.

## ریشه واژه
بیل در زبان تالشی به‌معنای باتلاق یا مرداب است و سر به‌معنای محل و کناره است و معنای کلی آن به‌صورت روستایی در نزدیکی باتلاق است.